# Escola de pensament

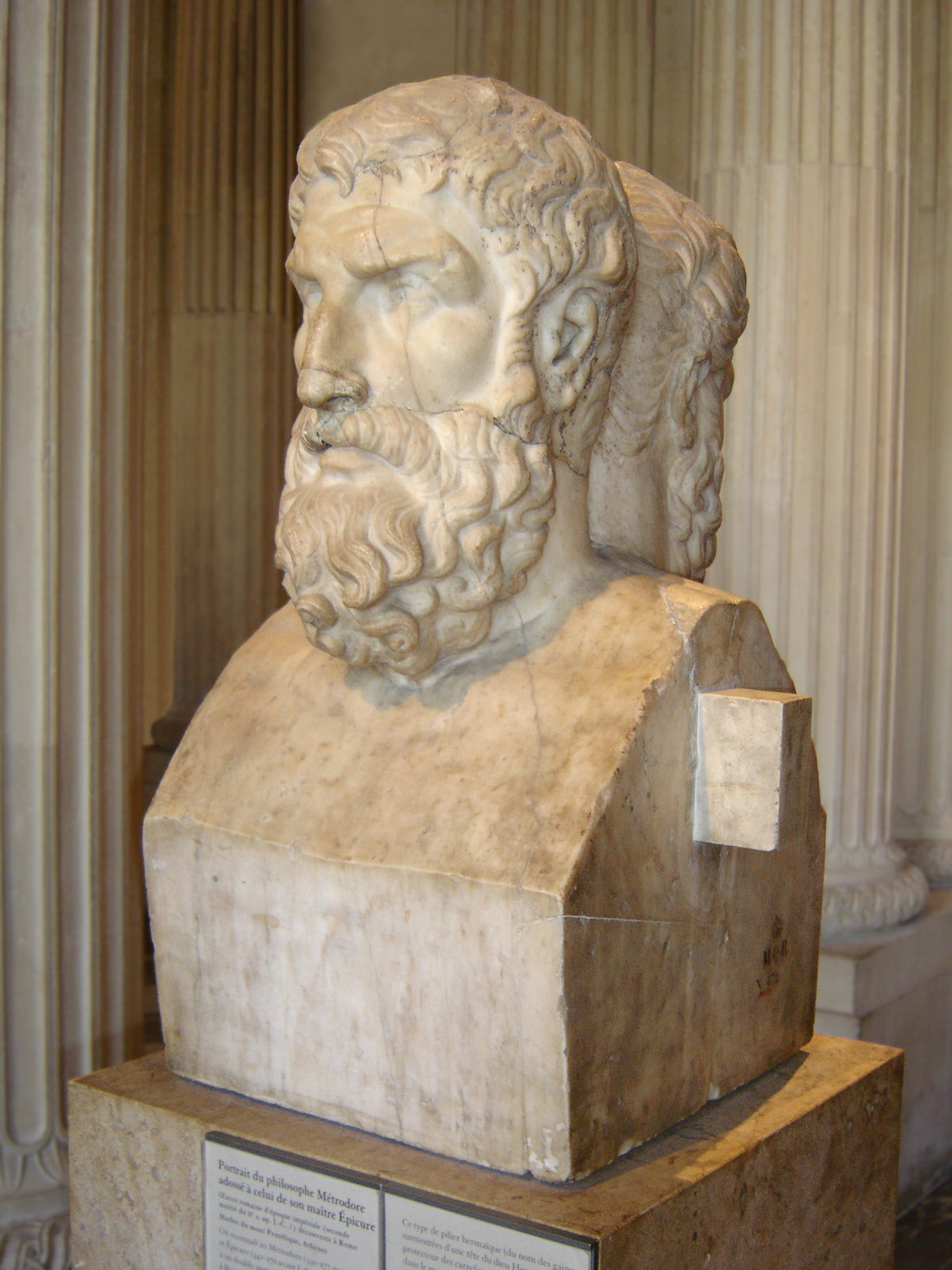
Bust d'Epicur (341 — 271 o 270 aC), el fundador de l'escola de pensament coneguda com a epicureisme.

Una escola de pensament és la perspectiva d'un grup de persones que compateixen característiques comunes d'opinió, de filosofia, disciplina, creença, ideologia econòmica, moviment social, moviment cultural o moviment artístic.